# Giuseppe Barattolo
Giuseppe Barattolo (Napoli, 20 novembre 1882 – Roma, 20 settembre 1949) è stato un produttore cinematografico italiano.

## Biografia
Nel 1913 fonda la Caesar Film. Il suo forte impegno nel campo della cinematografia gli permette di diventare, oltre che membro dell'ENAC, direttore dell'Unione cinematografica italiana (UCI), che nasce nel 1919 per rinverdire i gloriosi giorni del cinema italiano d'anteguerra, puntando su costosissimi film epici, come il Quo Vadis (1923) di Georg Jacoby e Gabriellino D'Annunzio, che si rivelerà un disastro commerciale, tanto da portare al fallimento la casa di produzione.
All'inizio degli anni 30 realizza gli Stabilimenti Caesar Film situati alla Circonvallazione Appia, nei pressi della Via Latina, a Roma, che nel dopoguerra passeranno alla Titanus Appia, per essere demoliti nel 1967
Nel 1937 è alla Scalera Film, della quale dirige gli stabilimenti veneziani a partire dal 1943.
Dopo gli avvenimenti bellici diventa un produttore indipendente.
Bisnonno del regista e sceneggiatore Francesco Cinquemani.

## Film prodotti
- Il dono del mattino, regia di Enrico Guazzoni (1932)
- Tre uomini in frak, regia di Mario Bonnard (1932)
- La vecchia signora, regia di Amleto Palermi (1932)
- Zaganella e il cavaliere, regia di Gustavo Serena (1932)
- Creature della notte, regia di Amleto Palermi (1933)
- La fortuna di Zanze, regia di Amleto Palermi (1933)
- Il treno delle 21,15, regia di Amleto Palermi (1933)
- Odette, regia di Jacques Houssin e Giorgio Zambon (1934)
- Cléo, robes et manteaux, regia di Nunzio Malasomma (1935)
- Peppino e la vecchia signora, regia di Piero Ballerini (1954)